# Famille de Philibert (Dauphiné)
Pour les articles homonymes, voir Philibert.
La famille de Philibert est une ancienne famille noble, protestante, originaire du gapençais, éteinte au XVIIe siècle. 

## Histoire
Originaire de Charance, dans les hauteurs de Gap, les Philibert sont connus dès le XVe siècle. De la branche principale se détachent vers 1630 les branches de Montalquier, de Chanebon et d'Embrun. La première est anoblie en la personne de François de Philibert, seigneur de Montalquier, en décembre 1591, confirmé par lettres du 13 mai 1602.
De cette branche se détache les rameau des Philibert de Perdeyer ou de Venterol, dont les titres ont été vérifiés à Grenoble le 11 juillet 1667.
François de Philibert de Saint-Romain apparaît dans la liste de la noblesse de Gap en 1667. 

## Personnalités
- Etienne Philibert, consul de Gap en 1558,
- François Philibert de Charance, seigneur de Montalquier et de Venterol, dit « Cadet de Charance », était un capitaine des gardes de Lesdiguières, huguenot, anobli par lettre en décembre 1592 à la suite de la bataille de Pontcharra,
- Henri de Philibert, seigneur de Venterol, capitaine du maréchal de Lesdiguières.
- Henri de Philibert, avocat, Consul de Gap en 1682,

## Titres
- barons de l'Argentière,
- Marquis de Venterol (titre de courtoisie),
- Seigneurs de Montalquier, Venterol, Argentière, Saint-Romain, Ravel, Roussas, Piégut, Saint-Martin, La Charouse, La Motte, Ponsonnas.

## Armes
| Image | Armoiries |
| ----- | --- |
|       | Armes: D'azur au chevron accompagné en chef de deux roses et en pointe de trois étoiles mal-ordonnées, le tout d'or |

## Alliances notables
- Dauphiné : de Montauban, Gaillard, de Perdeyer, Mutonis, Martin de Beaurepaire, de Puy-Montbrun, de La Morte Laval, de Morogues, de Perrinet, de Reynard, de La Tour-Gouvernet, d'Agoult, de Revillasc, de Michel de Beauregard.